# Vadlamuru
Vadlamuru är en ort i Indien.   Den ligger i distriktet East Godāvari och delstaten Andhra Pradesh, i den sydöstra delen av landet, 1 400 km söder om huvudstaden New Delhi. Vadlamuru ligger 15 meter över havet och antalet invånare är 10 000.
Terrängen runt Vadlamuru är platt. Runt Vadlamuru är det tätbefolkat, med 819 invånare per kvadratkilometer. Närmaste större samhälle är Kakinada, 16,8 km sydost om Vadlamuru. Trakten runt Vadlamuru består till största delen av jordbruksmark.